# 柳生忍法帖
《柳生忍法帖》，是日本小說家山田風太郎的「忍法帖」系列作之一（其它作品尚有《甲賀忍法帖》、《伊賀忍法帖》、《女忍忍法帖》等）。小說本創作於1964年，是山田風太郎筆下的「柳生十兵衛三部曲」其中一部，1998年曾拍成電影，2005年推出漫畫《Y十M～柳生忍法帖～》。

## 作品概要
《柳生忍法帖》的故事起點是由一所在江戶時代號稱「絕緣寺」的東慶寺，因收留了七名剛強的女性而展開一場勸善懲惡的討伐戰所開始的。作者指出本作是一篇「想為弱者討伐強者」的物語，不過要七名女性戰勝如魔鬼般的強敵畢竟是困難的，於是天下第一的劍豪柳生十兵衛就成為七名女性的救星了。與山田風太郎的其它「忍法帖」作品有所不同，本作中並沒有涉及忍者、忍術等概念，而且亦不如慣例般以悲劇收場，相反是大團圓結尾，這與山田的一貫風格有所出入。另外，柳生十兵衛在山田風太郎的作品中是擁有最高的人氣的角色，本作與《魔界轉生》、《柳生十兵衛之死》合稱山田的「十兵衛三部曲」。

## 內容概述
故事時間設定於日本寬永19年（即公元1642年），當時會津藩的第二代藩主加藤明成被稱為當世的暴虐領主，他把反抗其暴政的家老堀主水一族處以滅族極刑（詳見會津騷動）。堀一族的男性為免牽連族中的女性，於是把她們寄託在以救助女性聞名的比丘尼寺院「東慶寺」中，可是加藤明成手下嗜殺成性的會津七本槍（模仿賤岳七本槍的加藤家臣）卻率領士卒到東慶寺殘殺堀一族的女性，最後只剩下以堀主水女兒千繪為首的七名女性，得天樹院出手相救倖免於難。
千繪等七名女性為向加藤明成及七本槍報此血海深仇，決定拜由當代高僧澤庵宗彭引薦的柳生十兵衛為師，誓要向其習得一身武藝，親自挑戰武藝高強的會津七本槍。

## 外部連結
电影
- 互联网电影数据库（IMDb）上《柳生忍法帖：柳生外傳》的资料（英文）
- 互联网电影数据库（IMDb）上《柳生忍法帖：柳生外傳 会津雪地獄篇》的资料（英文）
- 豆瓣电影上《くノ一忍法帖 江户花地狱篇》的資料 （简体中文）
- 豆瓣电影上《くノ一忍法帖 柳生外伝 会津雪地獄篇》的資料 （简体中文）

小說
- 山田風太郎紀念館－位於日本兵庫縣（日文）。

漫畫
- －漫畫版作者瀨川雅樹的官方網站（日文）